# Labíd ibn Rabía
Labíd ibn Rabía (meghalt 661-ben) a dzsáhilijja és a korai iszlám korának egyik legjelentősebb arab költője volt.

## Élete
A Dzsaafar törzs tagja volt, amely minőségben részt vett a Mohamed prófétához menesztett küldöttségben. Sokan kereszténynek hitték, de legalábbis monoteistának tekintették. Maga is az iszlám híve lett, és a Korán egy részlete hallatán kijelentette, hogy felhagy a költészettel. A hagyomány szerint rendkívül magas kort ért meg: állítólag 145 évesen hunyt el I. Muávija kalifa trónra lépését (661) követően. Ez természetesen nyilvánvaló túlzás.

## Művei
Több kaszídája maradt az utókorra, például több „elégiában” gyászolta fivérét, Arbadot, akit Medinából hazatérve villámcsapás pusztított el.
Leghíresebb költeménye, melynek első két sora Goldziher Ignác fordításában így hangzik:
„Eltűntek a lakóhelyek, a szálló meg a letelepedő helyek

Minában, elpusztult közülük Ghawl és Ridzsám is.”
Ez a költemény a kaszídák változatos tematikájának és epizódokra bontásának egyik legszebb példája. Szó esik benne a sivatagi élővilágról, a vadászatról. Végeredményben a kaszída dicsőítő vers (madíh): Labíd először saját magát, végül törzsét magasztalja benne. A vers helyet kapott abban a 8. századi versfüzérben, amely a 7 legjobbnak tartott kaszídát tartalmazza (Muallakát).